# Chevelle
Chevelle är en amerikansk rockgrupp som bildades 1994 i Chicago, Illinois av bröderna Pete (sång, gitarr), Joe (basgitarr, sång) och  Sam Loeffler (trummor). Joe lämnade gruppen 2005 och ersattes av Dean Bernardini.

## Medlemmar
Nuvarande medlemmar
- Pete Loeffler – gitarr, sång (1994– )
- Sam Loeffler – trummor (1994– )

Tidigare medlemmar
- Matt Scott – basgitarr (1994–1995)
- Joe Loeffler – basgitarr, bakgrundssång (1995–2005)
- Geno Lenardo – basgitarr (2005)
- Dean Bernardini – basgitarr, bakgrundssång (2005–2019)

## Diskografi
Studioalbum
- Point #1 (1999)
- Wonder What's Next (2002)
- Live from the Road (2003)
- This Type of Thinking Could Do Us In (2004)
- Vena Sera (2007)
- Sci-Fi Crimes  (2009)
- Hats Off to the Bull (2011)
- La Gárgola (2014)
- The North Corridor (2016)

Livealbum
- Live from the Road (2003)
- Music as a Weapon II (2004) (delad album med Disturbed, Taproot och Ünloco)
- Any Last Words (2011)

Samlingsalbum
- Stray Arrows: A Collection of Favorites (2012)